# 内海町 (香川県)

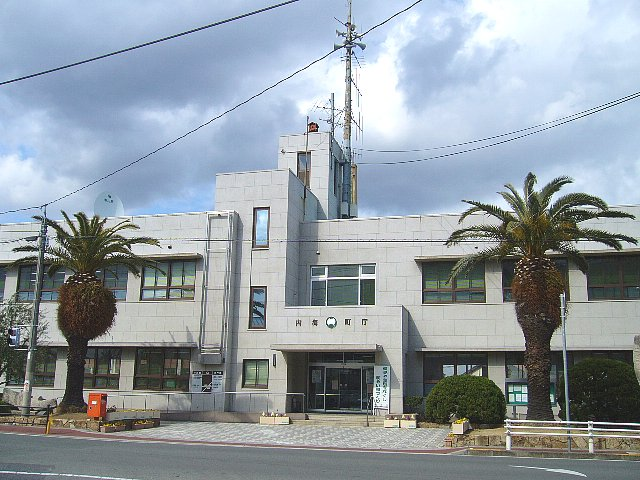
町役場（町庁）

内海町（うちのみちょう）は、香川県の北東に位置する小豆島の東部にかつて存在した町。隣町の池田町と2006年3月21日に対等合併して小豆島町となり、消滅した。
日本におけるオリーブ栽培の発祥地とされる。

## 歴史
- 1951年（昭和26年）4月1日 - 小豆郡の草壁町、西村、安田村、苗羽村、坂手村の1町4村が合併して内海町誕生。
- 1957年（昭和32年）3月31日 - 福田村を編入。
- 1974年（昭和49年）7月6日 - 梅雨前線による集中豪雨。橘地区で山腹崩壊が生じて7軒が倒壊して死者4人。その他の場所でも土石流が多発[1]。
- 1976年（昭和51年）9月11日 - 台風17号の集中豪雨により安田地区の川が氾濫。約2300戸が浸水[2]。孤立した岩ケ谷、竹生地区からは巡視船により住民の脱出も行われた[3]。
- 2006年（平成18年）3月21日 - 池田町と新設合併し、小豆島町が発足。同日付で内海町が廃止。

## 行政
- 町長：坂下一朗（1997年5月 - 2006年3月20日）

町役場を「町庁」と称する。

## 経済

### 産業
- 主な産業
  - 醤油産業
  - 佃煮産業
  - 手延べ素麺づくり

## 姉妹都市・提携都市

### 国内
- 長崎県南有馬町
  - 1983年（昭和58年）3月1日姉妹町提携。
- 大阪府茨木市
  - 1988年（昭和63年）10月2日姉妹都市提携。

### 海外
- ギリシャミロス島
  - 1989年（平成元年）10月8日姉妹島提携。

## 地域

### 教育

#### 小学校
- 星城小学校、安田小学校、苗羽小学校、福田小学校（2009年安田小学校へ統合）。

#### 中学校
- 内海町立内海中学校

#### 高等学校
- 香川県立小豆島高等学校

## 交通

### 船舶
- 坂手港 - 主に阪神航路の発着港。
- 草壁港 - 四国の玄関口「高松港」行き発着港。
- 福田港 - 姫路港行き発着港。

### バス路線
- 小豆島バス

### 道路
一般国道
- 町内を走る一般国道：国道436号

県道
- 町内を走る県道：香川県道28号坂手港線

道の駅
- 小豆島オリーブ公園

## 名所・旧跡・観光スポット・祭事・催事
- 寒霞渓国立指定公園 - 四季の中でも秋の紅葉が素晴らしい。絶景を望みながらのロープウェイもある。
- 小豆島オリーブ公園
- 二十四の瞳映画村 - 『二十四の瞳』（1987年版）のオープンセットを改築、保存した建物など。
- 醤の郷

## 出身有名人
- 壺井栄（小説家）：二十四の瞳など
- 村崎サイ（教育者） ： 徳島文理大学創立者
- 伊藤君子（歌手）
- 石倉三郎（俳優）
- 石床幹雄（プロ野球選手）：第一回ドラフト会議で阪神が1位指名した。
- 鳥坂九十九（プロ野球選手）：近鉄バファローズ、読売ジャイアンツ[4]。
- 木下忠次郎（香川県多額納税者、丸金醤油社長）
- 木下尚慈（ユニリーバ・ジャパン社長）
- 塩田亀吉（内海醤油社長、丸金醤油取締役）

## その他
- 郵便番号：761-44xx（内海郵便局が集配を担当）
- 市外局番：0879